# Kung Karls spira
Kung Karls spira (Pedicularis sceptrum-carolinum) är en art i familjen snyltrotsväxter. Enligt både Catalogue of Life och Dyntaxa ingår Kung karls spira i släktet spiror och familjen snyltrotsväxter. Arten är reproducerande i norra och östra Europa.
Växten är en flerårig ört med ogrenad stjälk och har få blad, omkring en halv meter lång med stora gula blommor. Den trivs i kärr och fuktig ängsmark.

## Utbredning
I Sverige finns arten huvudsakligen i Norrland, men förekommer sparsamt ända ner till Småland. Den är fridlyst i Västra Götalands och Västmanlands län.
Kung Karls spira är Västerbottens landskapsblomma.

## Namn
Kung Karls spira är den största växten i Peducularissläktet, och kallades tidigare ”Myrkung”. Den fick sitt nuvarande namn genom Olof Rudbeck d.y. som en hyllning till Karl XII efter segrarna vid slaget vid Narva och övergången av Düna.

## Underarter
Arten delas in i följande underarter:
- P. s. pubescens
- P. s. sceptrum-carolinum
- P. s. uniflora

## Bildgalleri

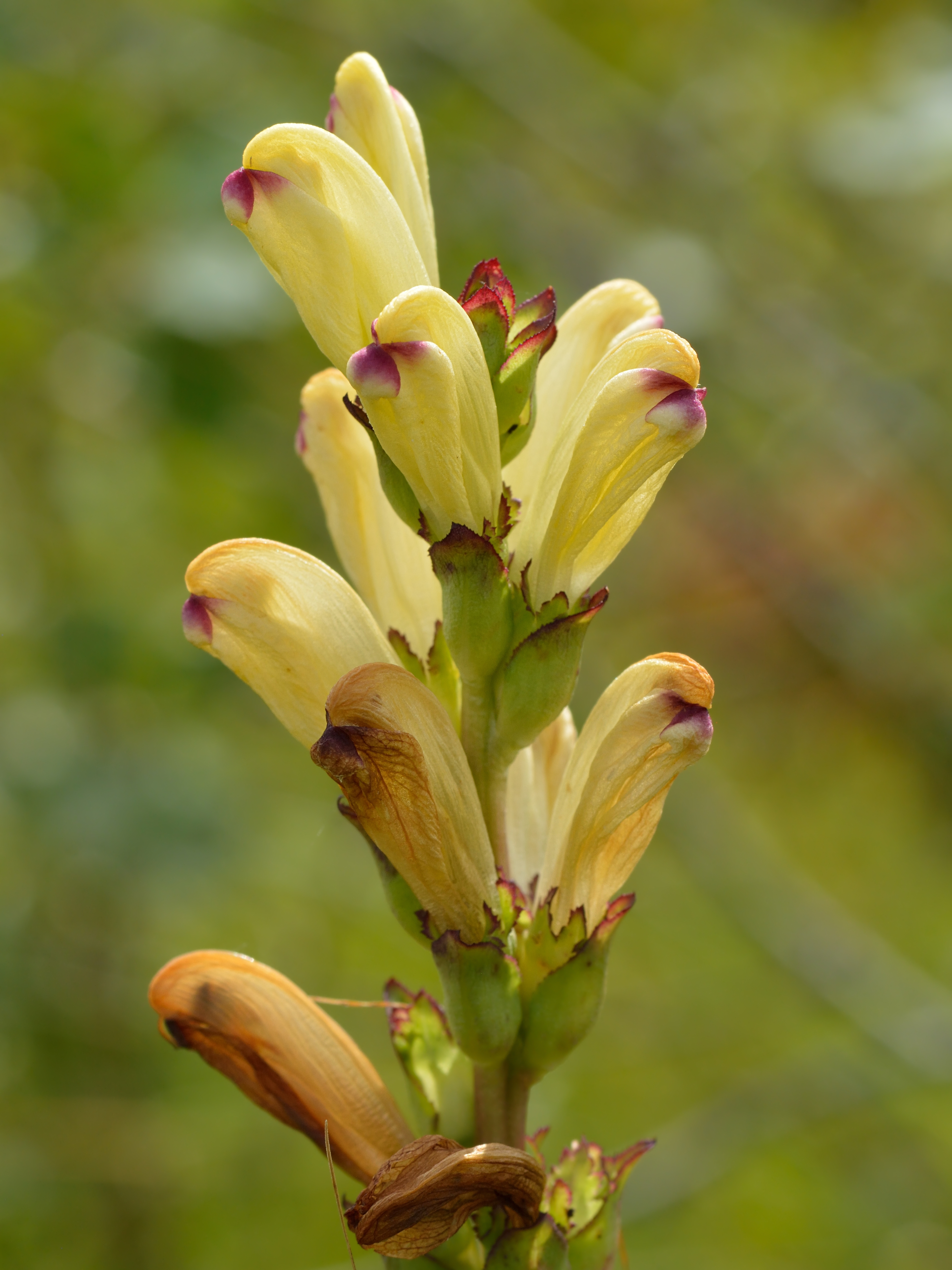
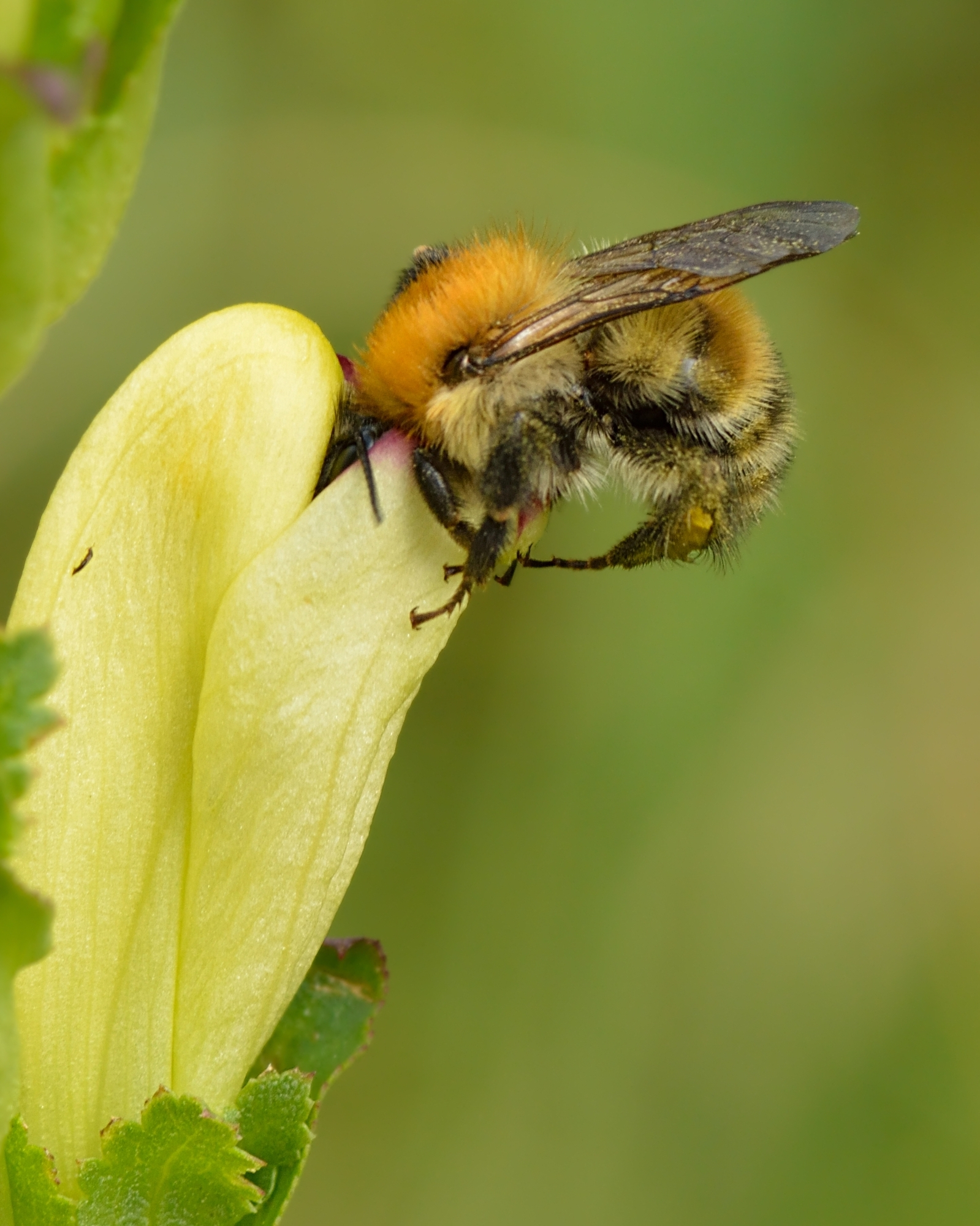
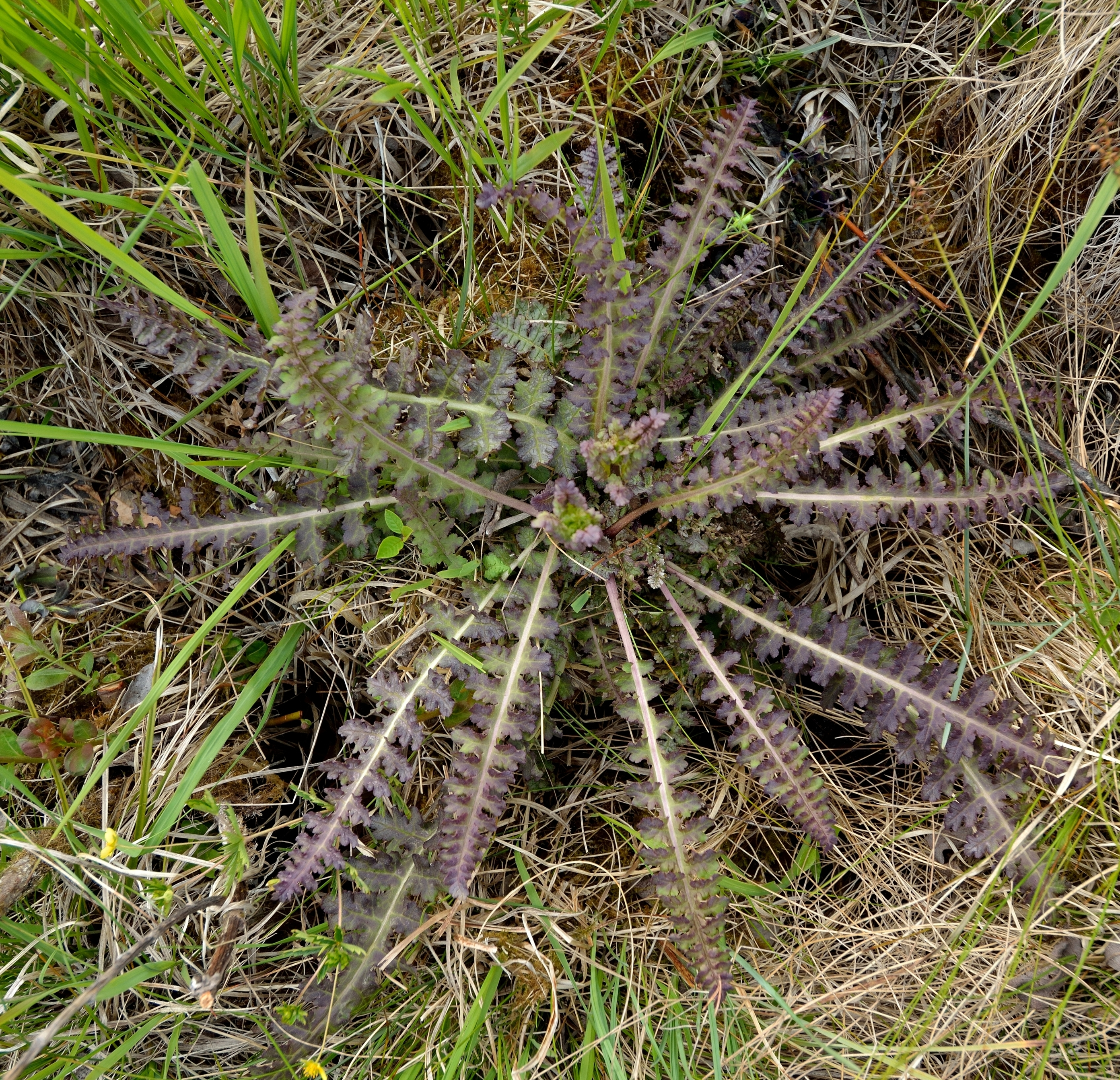
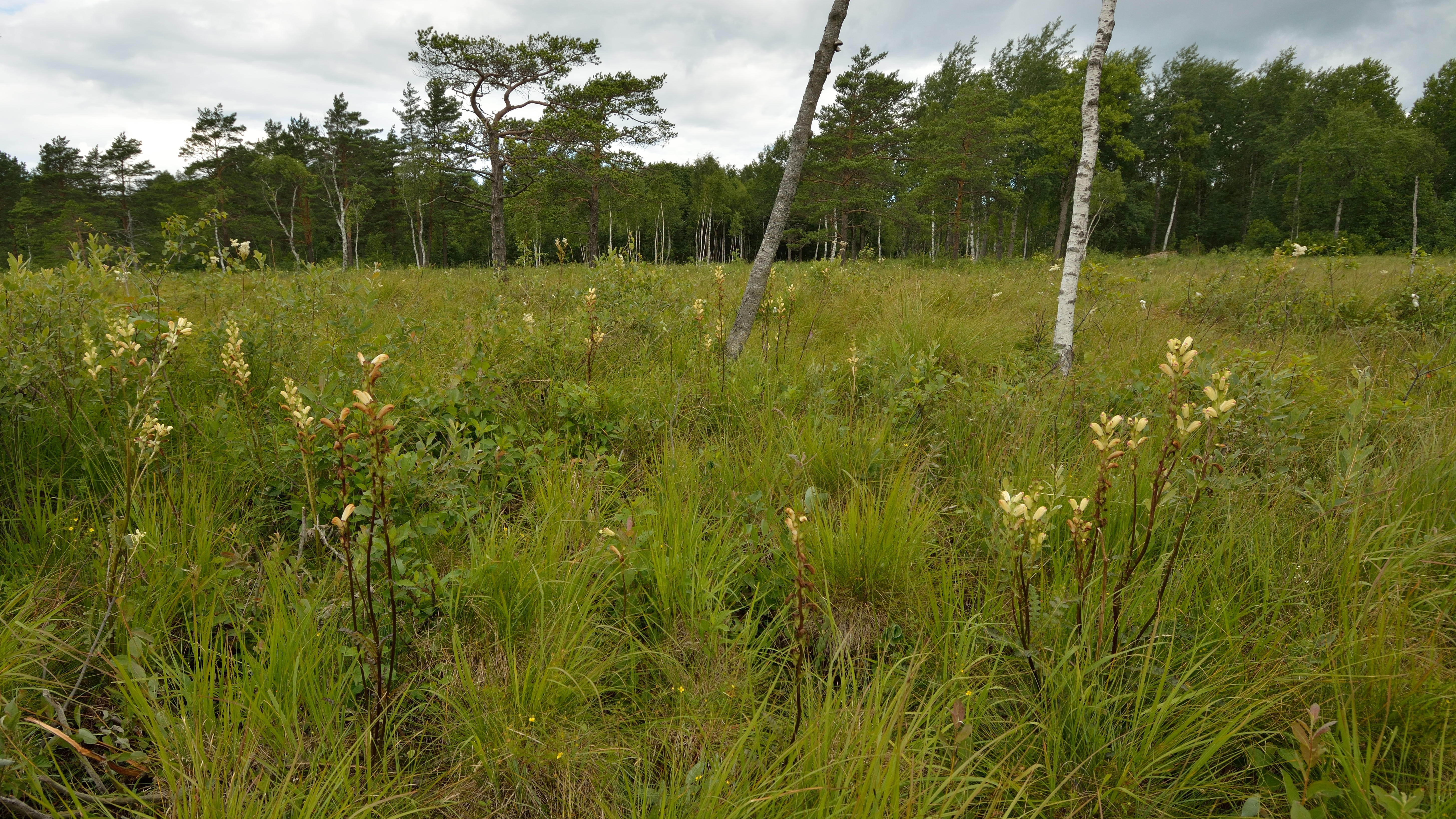
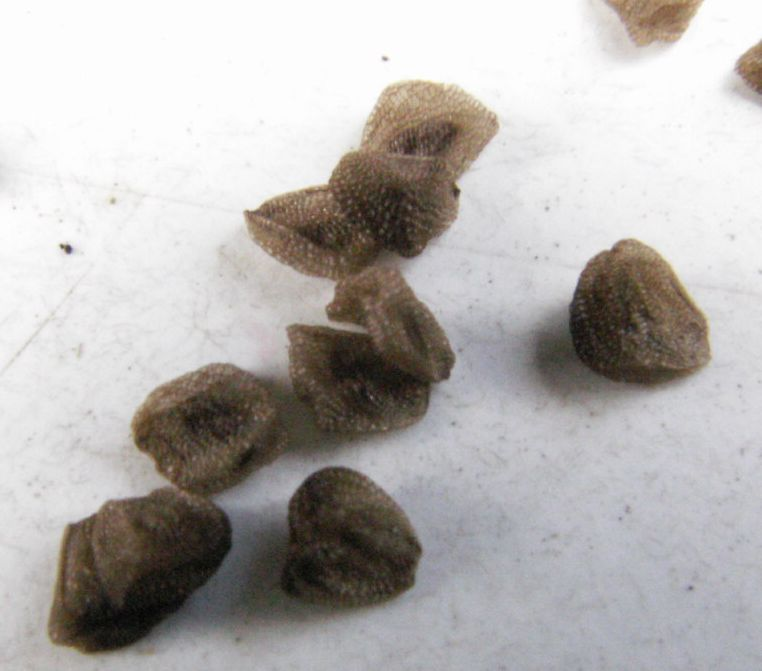
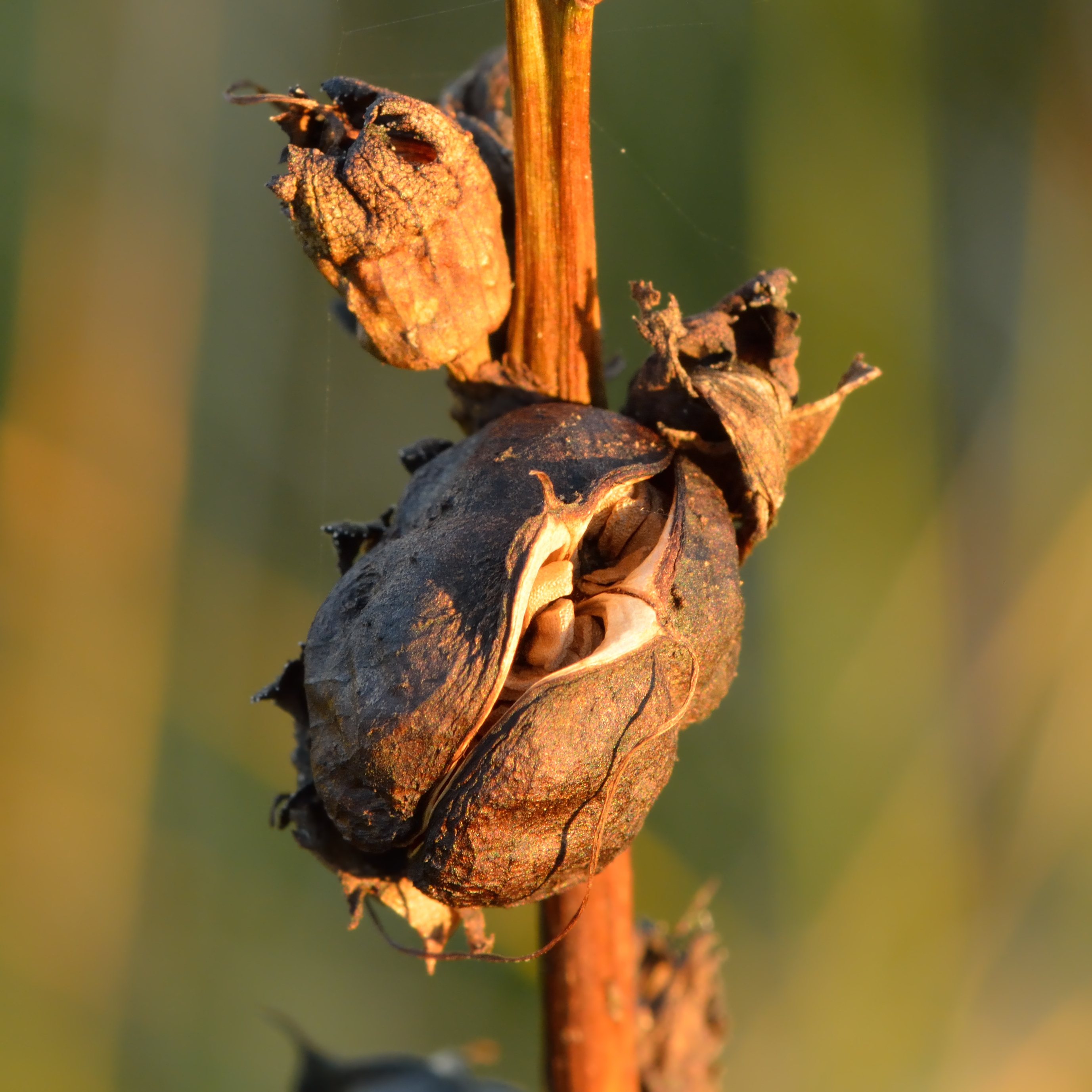